# Les Contes du Disque-monde

Les Contes du Disque-monde (Hogfather) est une mini-série britannique, adaptée du vingtième roman des Annales du Disque-monde : Le Père Porcher. Elle a été réalisée par Vadim Jean en 2006.
C'est la première adaptation d'un roman du Disque-Monde dans un film avec de vrais acteurs. Après le succès de cette première tentative, les créateurs adaptèrent La Huitième Couleur et Le Huitième Sortilège sous le titre Discworld.

## Synopsis
Le Père Porcher (équivalent de notre Père Noël dans l'univers de Pratchett) semble avoir disparu. C'est la Mort lui-même (la Mort est de caractère masculin dans l'univers de Pratchett) qui se charge de le remplacer, accompagné de son fidèle Albert. Pendant ce temps, Suzanne, la petite-fille de la Mort, mène l'enquête.
Mais le temps presse : s'il n'est pas retrouvé rapidement, le soleil ne se lèvera plus jamais sur le Disque-Monde.

## Fiche technique
- Titre original : Hogfather
- Titre français : Les Contes du Disque-monde
- Réalisation : Vadim Jean
- Scénario : Sarah Conroy et Vadim Jean
- Production : Hallmark Entertainment
- Durée : 189 minutes
- Dates de premières diffusions : 
  -  Royaume-Uni : 17 décembre 2006 et 18 décembre 2006 sur Sky One
  -  France : 24 décembre 2007 sur M6

## Distribution
- Michelle Dockery : Suzanne Sto Hélit
- David Jason : Albert
- Marnix Van Den Broeke : la Mort
- Ian Richardson : voix originale de la Mort
- Marc Warren : Jonathan Lheureduthé (« Le Redouté »)
- Joss Ackland : Mustrum Ridculle
- David Warner : Lord Downey
- Nigel Planer : Monsieur Sideney
- Dorckey Hellmice : la Mort aux rats
- Terry Pratchett : un fabricant de jouet

## Plus
- Ce téléfilm a été récompensé par deux BAFTA Awards et un Broadcasting Press Guild Awards en 2007.
- Sorti originellement les 17 et 18 décembre 2006.
- Le DVD est sorti en France le 5 décembre 2012.